# Shannon Lucio

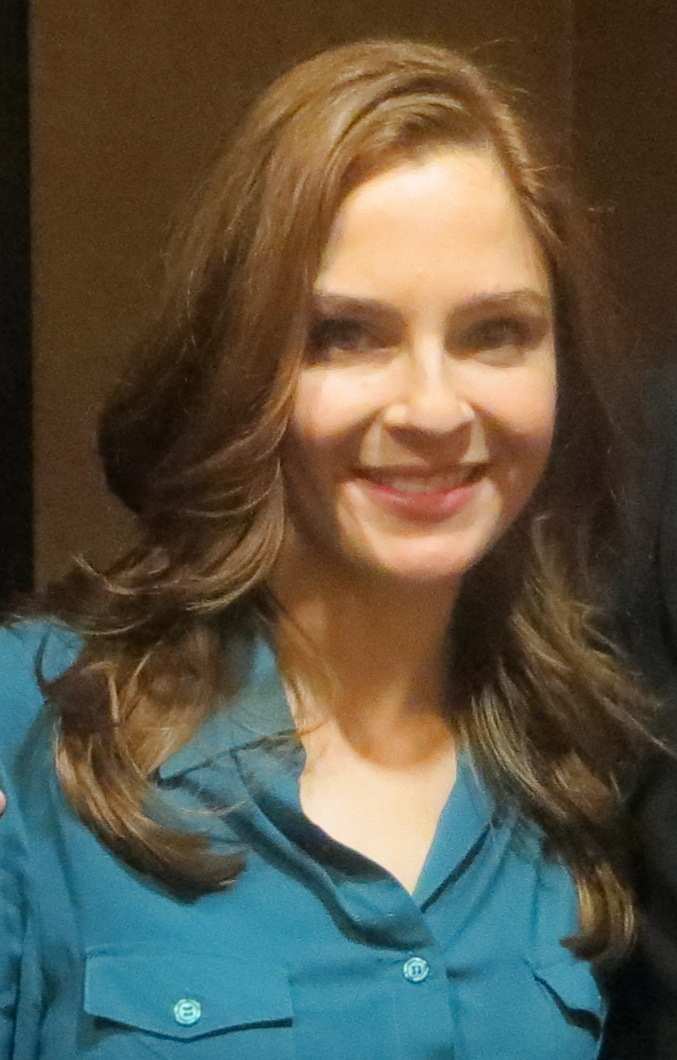
Shannon Lucio (2013)

Shannon Lucio (* 25. Juni 1980 in Denver, Colorado) ist eine US-amerikanische Schauspielerin.

## Leben
Bekannt wurde Lucio in der Rolle der Lindsay Gardner in der US-amerikanischen Fernsehserie O.C., California. Daneben war sie in Gastrollen in verschiedenen Serien zu sehen, darunter Emergency Room – Die Notaufnahme, Grey’s Anatomy, New York Cops – NYPD Blue, Criminal Minds, Prison Break und CSI: Miami. Sie spielte die Hauptrolle der Danielle Harrison in dem Film Spring Break Shark Attack sowie die der Caril-Ann Fugate in Starkweather. In der Fernsehserie Prison Break spielt sie Trishanne, die Empfangsdame der GATE Corporation. Außerdem spielte sie eine Nebenrolle als „Ryne“ in dem Filmdrama Zurück im Sommer als Schwester von Michael (Ryan Reynolds).

## Filmografie (Auswahl)
- 2003: Emergency Room – Die Notaufnahme (ER, Fernsehserie, Episode 10x09)
- 2004–2005: O.C., California (The O.C., Fernsehserie, 12 Episoden)
- 2005: Spring Break Shark Attack (Fernsehfilm)
- 2007: Zauber der Liebe (Feast of Love)
- 2008: Prison Break (Fernsehserie, 11 Episoden)
- 2008: Zurück im Sommer (Fireflies in the Garden)
- 2009: Criminal Minds (Fernsehserie, Episode 4x19)
- 2009: Grey’s Anatomy (Fernsehserie, 3 Episoden)
- 2010: The Gates (Fernsehserie, 5 Episoden)
- 2010, 2014: True Blood (Fernsehserie, 5 Episoden)
- 2013: Once Upon a Time – Es war einmal … (Once Upon a Time, Fernsehserie, Episode 2x14)
- 2013: Marvel’s Agents of S.H.I.E.L.D. (Fernsehserie, 2 Episoden)
- 2013: Supernatural (Fernsehserie, Episode 9x03)
- 2015: Bosch (Fernsehserie, Episode 1x09)
- 2016: Navy CIS (Fernsehserie, Episode 13x16)
- 2016: Roots (Miniserie, 2 Episoden)
- 2016: American Horror Story (American Horror Story: Roanoke, Fernsehserie, 2 Episoden)
- 2018: Shameless (Fernsehserie, 1 Episode, 9x5 Black Haired Ginger)
- 2018: Der Denver-Clan (Dynasty, Fernsehserie, 1 Episode)
- 2022: Kindred: Verbunden (Fernsehserie)